# Кеирим-Маркус, Игорь Борисович
И́горь Бори́сович Кеири́м-Ма́ркус (9 сентября 1922, Рязань — 9 июня 2006, Москва) — советский учёный-биофизик, доктор технических наук, профессор, дважды лауреат Государственной премии, заведующий Лабораторией индивидуальной и аварийной дозиметрии Института биофизики в Москве.

## Биография
Родился в Рязани. Отец — Тимофей Сидорович Тардый (настоящая фамилия Фатер; 1901, Одесса — 1938, расстрелян), партийный работник; отчим — Борис Львович Маркус (1900—1949), экономист; мать — Александра Михайловна Кейрим (урождённая Роза Мойшевна Голодницкая; 1896—1959), участница гражданской войны, сотрудник издательства.
Окончил школу им. Радищева в Москве и физический факультет МГУ, ветеран Великой Отечественной войны.
14 декабря 1948 года стал младшим научным сотрудником Институт биофизики Министерства здравоохранения СССР, в котором и проработал до конца жизни. Занимался ионизирующими излучениями: радиометрией, дозиметрией, приборостроением, метрологией, радиационной безопасностью и радиационной медициной. Кандидат технических наук (1957), доктор технических наук (1976), профессор (1980).
Создал научную лабораторию, подготовил специалистов, в том числе 20 кандидатов наук, из которых четыре стали докторами наук, три — лауреатами Государственной премии по науке. Автор или соавтор около 400 научных работ, в том числе монографий и изобретений. Был членом секции Научно-технического совета Минатома, учёного совета Института и диссертационного совета при нём. 25 лет был членом Национальной комиссии по радиационной защите. В 1994—1995 годах был научным редактором журнала ВАК АНРИ.
Имеет правительственные награды. За Отечественную войну: орден Красной Звезды, медали За оборону Москвы, За оборону Ленинграда, За победу над Германией и орден Отечественной войны 2-й степени (к 40-летию Победы). За участие в обеспечении первого ядерного взрыва: Орден Почёта (1999). За участие в обеспечении космического полёта Ю. Гагарина: орден «Знак Почёта». За участие в обеспечении радиационной безопасности экипажей атомных подводных лодок и персонала атомных предприятий: две Государственных премии СССР по науке (1972, 1983). За участие в ликвидации последствий Чернобыльской катастрофы: медаль За трудовую доблесть (1986). За разработку дозиметров: Малая золотая медаль ВДНХ (1961), две Серебряные медали ВДНХ (1971, 1976).
Окончил художественную школу, успешно поступил в Художественный институт. В итоге выбрал физику, но в молодости продолжал рисовать, сохранилось более ста его художественных работ.
Более 50 лет на отдыхе собирал коллекцию бабочек, около 2000 экземпляров. После его смерти коллекция была передана родственниками в Зоомузей МГУ.
Жена — Юганова Софья Алексеевна (1921—2012), физик-металловед.
Дочь — Юганова Татьяна Игоревна (1947), программист, научный работник в области геоэкологии.
Похоронен на Ваганьковском кладбище, на участке № 14 в родственном захоронении Югановых.

## Краткая хронология жизни и деятельности
Из личного листка по учёту кадров, 1979 г.:
- сентябрь 1939 — июль 1948 — студент Физического факультета МГУ — Москва
- октябрь 1941 — январь 1942 — стрелок 3-го стрелкового полка Московских рабочих — Западный фронт
- июнь 1942 — февраль 1943 — курсант Московского Краснознамённого пехотного училища им. ВС РСФСР — Московский военный округ
- март 1943 — июль 1943 — командир миномётного взвода, роты 160-го стрелкового полка 224-й стрелковой дивизии — Ленинградский фронт
- август 1943 — ноябрь 1943 — переводчик 7-го отдела (политотдела) 5-й ударной армии — Южный фронт, 4-й Украинский фронт
- ноябрь 1943 — январь 1944 — командир стрелкового взвода 105-го гвардейского стрелкового полка 34-й гвардейской стрелковой дивизии — 4-й Украинский фронт
- январь 1944 — октябрь 1945 — переводчик штаба 77-й стрелковой дивизии — 4-й Украинский фронт, Прибалтийский фронт, Ленинградский фронт, Уральский военный округ
- октябрь 1945 — май 1946 — старший переводчик бюро писем оргучетного отдела — штаб Советской военной администрации, Берлин
- декабрь 1948 и далее — младший научный сотрудник, старший научный сотрудник, заведующий лабораторией Института биофизики Министерства здравоохранения СССР — Москва

### Основные публикации
- Золотухин В. Г., Кеирим-Маркус И. Б., Кочетков О. А., Обатуров Г. М., Цветков В. И. Тканевые дозы нейтронов в теле человека: Справочник. — М.: Атомиздат, 1972. — 320 с.
- Бочвар И. А., Гимадова Т. И., Кеирим-Маркус И. Б., Кушнерев А. Я., Якубик В. В. Метод дозиметрии ИКС. — М.: Атомиздат, 1977. — 222 с.
- Кеирим-Маркус И. Б. Эквидозиметрия. — М.: Атомиздат, 1980. — 192 с.
- Словарь терминов в области радиационной безопасности / И. Б. Кеирим-Маркус, А. Агапов, Э. Кунц, В. Штрегобер и др. — М.: СЭВ ПКАЭ, 1980. — 103 с.
- Гозенбук В. Л., Кеирим-Маркус И. Б. Дозиметрические критерии тяжести острого облучения человека. — М.: Энергоатомиздат, 1988. — 183 с.
- Кеирим-Маркус И. Б., Савинский А. К., Чернова О. Н. Коэффициент качества ионизирующих излучений. — М.: Энергоатомиздат, 1992. — 320 с.
- Кеирим-Маркус И. Б. Комментарии // Публикация 60 МКРЗ. Ч.2: Пер. с англ. — М., 1994. — С. 161-207.
- Keirim-Markus I. B., Lebedev V. N., Sannikov A. V. Field dose for photones and neutrons // Radiation protection dosimetry. — 1996. — Vol. 63, № 3. — P. 165-174.
- Кеирим-Маркус И. Б. Нормирование облучения с учётом особенностей его действия в малой дозе и с малой мощностью дозы // Атомная энергия. — 2002. — Т. 93, № 4. — С. 299-308.

### Последние публикации
- Кеирим-Маркус И. Б., Пантелькин В. П. Радиоиод: воздействие на здоровье населения в чрезвычайных радиологических ситуациях // Мед. радиол. и радиац. безопасность. — 2003. — Т. 48, № 5. — С. 12-15.
- Кеирим-Маркус И. Б. Оценка ущерба здоровью населения в регионах радиоактивного загрязнения // Радионуклидное загрязнение окружающей среды и здоровье населения. — М.: Медицина, 2004. — С. 336-388.
- Кеирим-Маркус И. Б., Юганова Т. И. К подготовке новых рекомендаций МКРЗ по радиологической защите. Часть 1. Стохастические эффекты // Мед. радиол. и радиац. безопасность. — 2004. — Т. 49, № 6. — С. 5-11.
- Кеирим-Маркус И. Б., Юганова Т. И. К подготовке новых рекомендаций МКРЗ по радиологической защите. Часть 2. Детерминированные эффекты // Мед. радиол. и радиац. безопасность. — 2005. — Т. 50, № 1. — С. 7-13.
- Кеирим-Маркус И. Б., Юганова Т. И. К оценкам лучевого риска для населения загрязнённой в результате деятельности производственного объединения «Маяк» местности в бассейне реки Теча // Мед. радиол. и радиац. безопасность. — 2005. — Т. 50, № 3. — С. 18-24.
- Кеирим-Маркус И. Б., Юганова Т. И. Поиск и усовершенствование дозиметрических параметров, адекватных биологическому эффекту // Мед. радиол. и радиац. безопасность. — 2006. — Т. 51, № 1. — С. 54-66.
- Кеирим-Маркус И. Б., Юганова Т. И. Ещё одна оценка риска смерти среди персонала от лучевого рака // Атомная энергия. — 2006. — Т. 101, № 5. — С. 395-396.
- Основные анатомические и физиологические данные для использования в радиационной безопасности: референтные значения. Публикация МКРЗ 89: Пер. с англ. Т. Д. Кузьминой; под ред. И. Б. Кеирим-Маркуса. — М.: Медкнига, 2007. — 318 с.

## Публикации в Интернете
- Игорь Борисович Кеирим-Маркус 1922—2006 — Сайт об И. Б. Кеирим-Маркусе, созданный его родственниками.
- Видные отечественные ученые в области радиобиологии, радиационной медицины и безопасности (Биобиблиографический справочник) / под общей редакцией Л.А. Ильина, А.С. Самойлова, И.Б. Ушакова. — М.: ФГБУ ГНЦ ФМБЦ им. А.И. Бурназяна ФМБА России, 2021. – 616 с. ISBN 978-5-905926-94-5
- Л. Н. Смиренный Ядерная жар-птица — статья в журнале Наука и жизнь, № 6 за 2008 год, о проекте атомного самолёта.
- Сводная информация на сайте Память Народа.
- Сводная информация на сайте Дорога памяти.
- Сводная информация на сайте Бессмертный полк.
- Некролог в журнале АНРИ в № 3 за 2006 год.
- Некролог на сайте Космический мемориал.